# Kasztíliai spanyol nyelvjárás
A kasztíliai spanyol nyelvjárás összefoglaló elnevezés a spanyol nyelvnek a Pireneusi-félsziget középső-északi területein (főként Madrid, Kasztília és León, La Rioja, Baszkföld, Navarra és Aragónia) beszélt modern nyelvváltozatokra. A köznyelvben ezt a nyelvjárást értjük az „európai spanyol” kifejezésen is, szembeállítva a latin-amerikai spanyol nyelvváltozatokkal.
Bár a kasztíliai spanyol nyelvjárás szolgált az európai sztenderd nyelv alapjául, attól ma már több jellegzetes ponton eltér, ahogyan a többi spanyol nyevváltozattól is. Megkülönböztető sajátosságait és a sztenderd nyelvtől való eltéréseket az alábbiakban foglaljuk össze.

## Hangtan
- A félszigeti spanyol nyelvjárások többségéhez hasonlóan kétféle sziszegőhang megkülönböztetése: [θ] (írásban ce, ci, z) és [s] (írásban s vagy x), az utóbbit a nyelvhegy megemelésével, kissé a magyar s-hez hasonlóan ejtik (a legészakibb változatokban, főleg Baszkföldön, Navarrában és Aragóniában – vélhetően a baszk nyelv hatására – már nagyon közel áll a magyar s [ʃ] hanghoz, dél felé haladva egyre inkább a magyar sz-hez közelít). Ez a megkülönböztető ejtésmód (distinción) a modern spanyolországi sztenderd részévé vált.
- Délebb felé, főleg Madridban és környékén gyakori a szótagvégi /s/ gyengülése, illetve [k] hang előtt [x]-vá alakulása: pl. es que [ˈexke] ’az a helyzet, hogy...’.
- Az /s/ hang egyes zöngés mássalhangzók, főként a /d/ előtt [ɾ]-ré válik (rotacizmus): pl. dos días [ˈdoɾˈðias] ’két nap’.
- A -ado végződésben a /d/ hang kiesik: hablado [aˈβlao̯] ’beszélt/beszélve’. (Ugyanez jellemző a délspanyol – andalúziai – változatokra is, de ott nem csak az -ado, hanem az -ada, -ido, -ida végződésben is kiesik.)
- Szó végén a /d/ zöngétlen réshangként valósul meg, leginkább a Madridtól nyugatra, északnyugatra lévő területeken: verdad [berˈðaθ] ’igazság’; Madridban nem ejtik: Madrid [maˈðɾi].
- A /ʧ/ (írásban ch) hangot lágy c-nek ejtik: mucho [muˈʦʲo] ’sok/nagyon’.
- A /g/ hangot magánhangzók, illetve magánhangzó és l vagy r között a francia „raccsoló” r-hez hasonlóan ejtik: pl. pagar [paˈʁaɾ] ’fizet’, algo [ˈalʁo] ’valami’.
- A /x/ (írásban ge, gi, j) hang ejtése uvuláris: pl. dije [ˈdiχe] ~ [ˈdiʀe] ’mondtam’.
- A művelt eredetű mássalhangzócsoportok általában leegyszerűsödnek: éxito [ˈesito] ’siker’, dirección [diɾeˈθjon] ’irány’, exacto [eˈsatto] ’pontosan’ stb. A sztenderd nyelvben ezeket kiejtik – [ˈeksito], [diɾekˈθjon] ~ [diɾekˈsjon], [e(k)ˈsakto] stb.

## Nyelvtan
- A harmadik személyű személyes névmások részes és tárgyesete közötti különbség eltűnése (bővebben lásd a leísmo, laísmo és loísmo nevű jelenségekről szóló szócikkben): pl. la escribo a mi amiga ’írok a barátnőmnek’ (sztenderd spanyol: le escribo a mi amiga); A él no le conozco ’Őt [férfi] nem ismerem’ (sztenderd spanyol: A él no lo conozco). Ezek közül az utóbbi, vagyis a leísmo a köznyelvben elfogadható, de csak egyes számban és hímnemben.
- A befejezett jelen időt (pretérito perfecto compuesto) használják minden olyan időhatárázói kifejezéssel, amely a beszéd pillanatával azonos időszakot jelöl, akkor is, ha a közlendő nem kapcsolódik szorosan a jelenhez: pl. Hoy me he levantado temprano ’Ma korán keltem fel’ (máshol: Hoy me levanté temprano).

## Fordítás
- Ez a szócikk részben vagy egészben  a   Castilian Spanish című angol Wikipédia-szócikk fordításán alapul.  Az eredeti cikk szerkesztőit annak laptörténete sorolja fel. Ez a jelzés csupán a megfogalmazás eredetét és a szerzői jogokat jelzi, nem szolgál a cikkben szereplő információk forrásmegjelöléseként.